# Rodolfo Mones Cazón
Rodolfo Mones Cazón (Buenos Aires, Argentina 7 de septiembre de 1852 - 20 de marzo de 1924) fue un abogado y político argentino, que participó en la fundación de la ciudad de La Plata, actual capital de la provincia de Buenos Aires, y que fundó la Villa de Mones Cazón, que lleva su nombre.

## Vida familiar
Rodolfo José María Mones Cazón era hijo de José de Mones y Frera, originario de Asturias, y Amelia Cazón Pereyra Lucena, nacida en Buenos Aires. Su padre era natural de Oviedo, España, y pertenecía a una de las principales y más antiguas familias del principado de Asturias, descendiente de las casas de Bernaldo de Quiroz y de Frera. Existen registros de esta familia en los archivos heráldicos de la Edad Media, época en la que poseían un gran feudo.
José de Mones y Frera emigró a la Argentina en 1826 siendo muy joven, ya que en su país y en toda Europa regía la ley de mayorazgo, en la que el hijo mayor heredaba todos los bienes y sus hermanos menores debían trabajar para él o marcharse. Al llegar a su nuevo país de residencia comenzó a trabajar en asuntos mercantiles y fundó casas comerciales en la provincia; en esa época se formaron muchos hombres que luego adquirirían gran importancia a nivel nacional.
Su madre, Amelia Cazón Pereyra Lucena era hija de Laureano José Cazón Ferreyra de Arce y de Fabiana Pereyra Lucena. Esta última era hermana de Felipe Pereyra Lucena, que fue el primer oficial muerto por la independencia argentina. El escritor Bernardo Frías narra el combate de Yukaicorugua, que fue parte del desastre de Huaqui-Desaguadero, donde fueron derrotados varios frentes. Acerca de Felipe Pereyra Lucena dice:

La artillería, que tanto lustre había dado a la jornada, yacía abandonada por allí, y su intrépido jefe, el comandante [Felipe] Pereyra Lucena, herido de muerte, tendido al pie de los cañones.
Bernardo Frías

## Infancia y juventud
Rodolfo Mones Cazón nació el 7 de septiembre de 1852 en la Ciudad de Buenos Aires y en 1875 se recibió de abogado en la Universidad de Buenos Aires. Su tesis doctoral fue realizada sobre "La Organización del Jurado bajo el punto de vista político". Fue aprobada el 1º de noviembre de 1877 por una Comisión Examinadora constituida por los doctores D. Benjamín Victorica, D. Pedro Goyena, D. Juan José Montes de Oca, D. Amancio Alcorta, D. David de Tezanos Pinto, D. José García Fernández y D. Ezequiel Pereyra. Fue su profesor de Derecho Constitucional el doctor D. José Manuel Estrada, quien dio el Visto Bueno para el examen de tesis. Ejerció esta profesión por varios años y luego se orientó hacia la política, siendo partidario de ideas liberales. Peleó en los combates del Riachuelo, por la cuestión Capital, en 1880. Fue ascendido a mayor en el campo de batalla.

## Trayectoria política
Siendo Joven, se involucró con Adolfo Alsina, quien tenía ideas autonomistas, y luego se vinculó a la Unión Cívica Radical fundada por Leandro N. Alem, cuyas ideas eran radicales.
Fue diputado en la Legislatura de la Provincia de Buenos Aires, en el período 1886/7